# Bob De Groof
Robert (Bob) De Groof  ( 1945- 10 februari 2013) was een Vlaams radio- en televisiepresentator en woordvoerder. 

## Biografie
Hij werkte van 1970 tot 1980 voor radio Antwerpen  onder andere in "Lach in, lach uit", "Zomaar zaterdag" en "Kajuit" over het havengebeuren). Daarna voor radio West-Vlaanderen van 1981 tot 1986 waar hij de programma's "Het Vertoon" "n "Inpakken en Westwezen" presenteerde samen met Jessie De Caluwé. 
In 1991 werd hij opleidingscoördinator en in 1996 communicatie verantwoordelijke voor één. Hij leverde wekelijks bijdragen aan het Radio 1-programma De Toestand is Hopeloos maar niet Ernstig. In 1997 stopte hij bij de VRT en ging aan de slag als voor Kluwer en werd zaakvoerder van het communicatiebureau "Copla". 
Later schreef hij nog technische handleidingen zoals "Een Doeltreffend Radio- of Tv-Interview" (2003) en "Spreken voor een Volle Zaal" (2004).
Hij stierf na een jarenlange ziekte en liet een vrouw en twee dochters achter.